# داده‌باوری

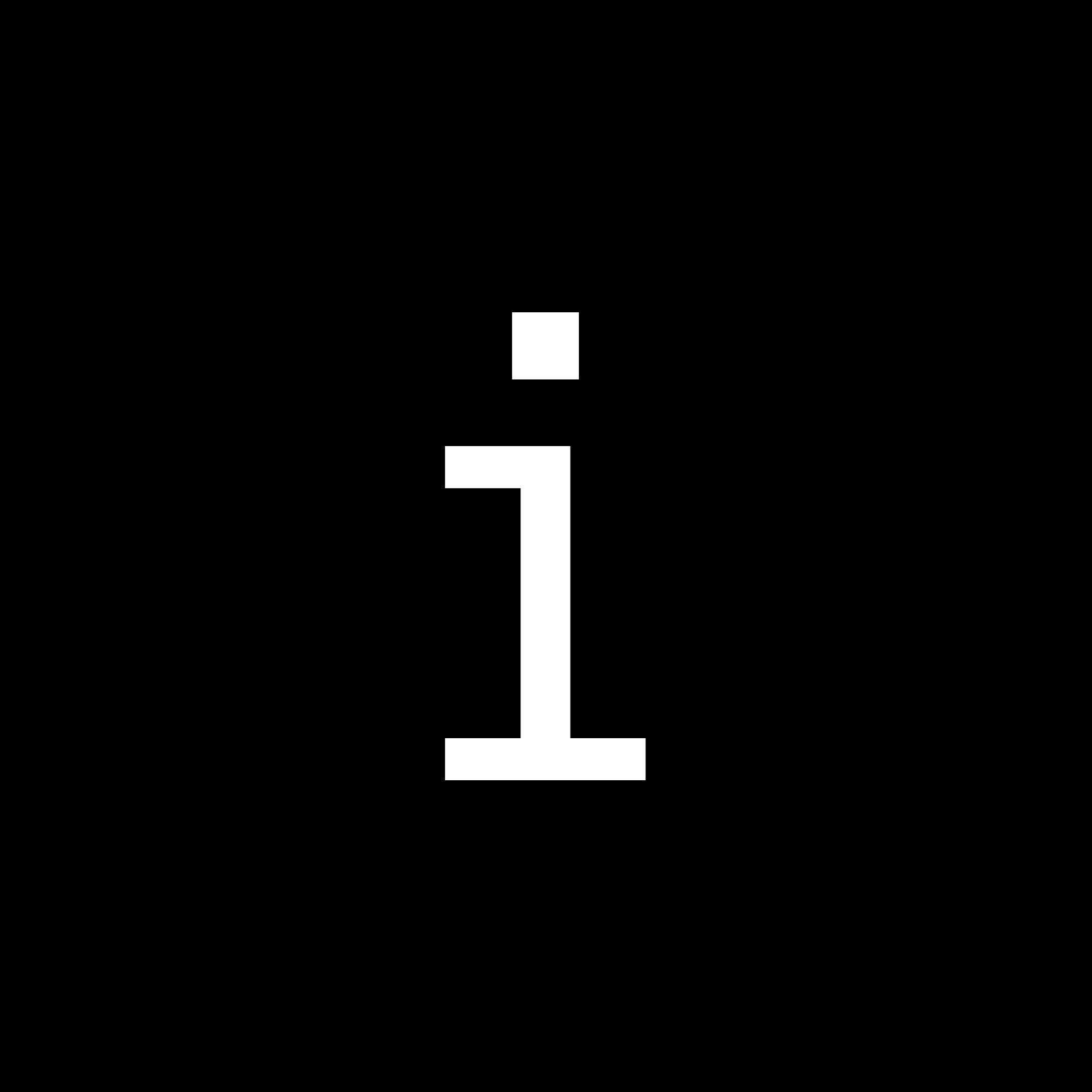
داده‌باوری

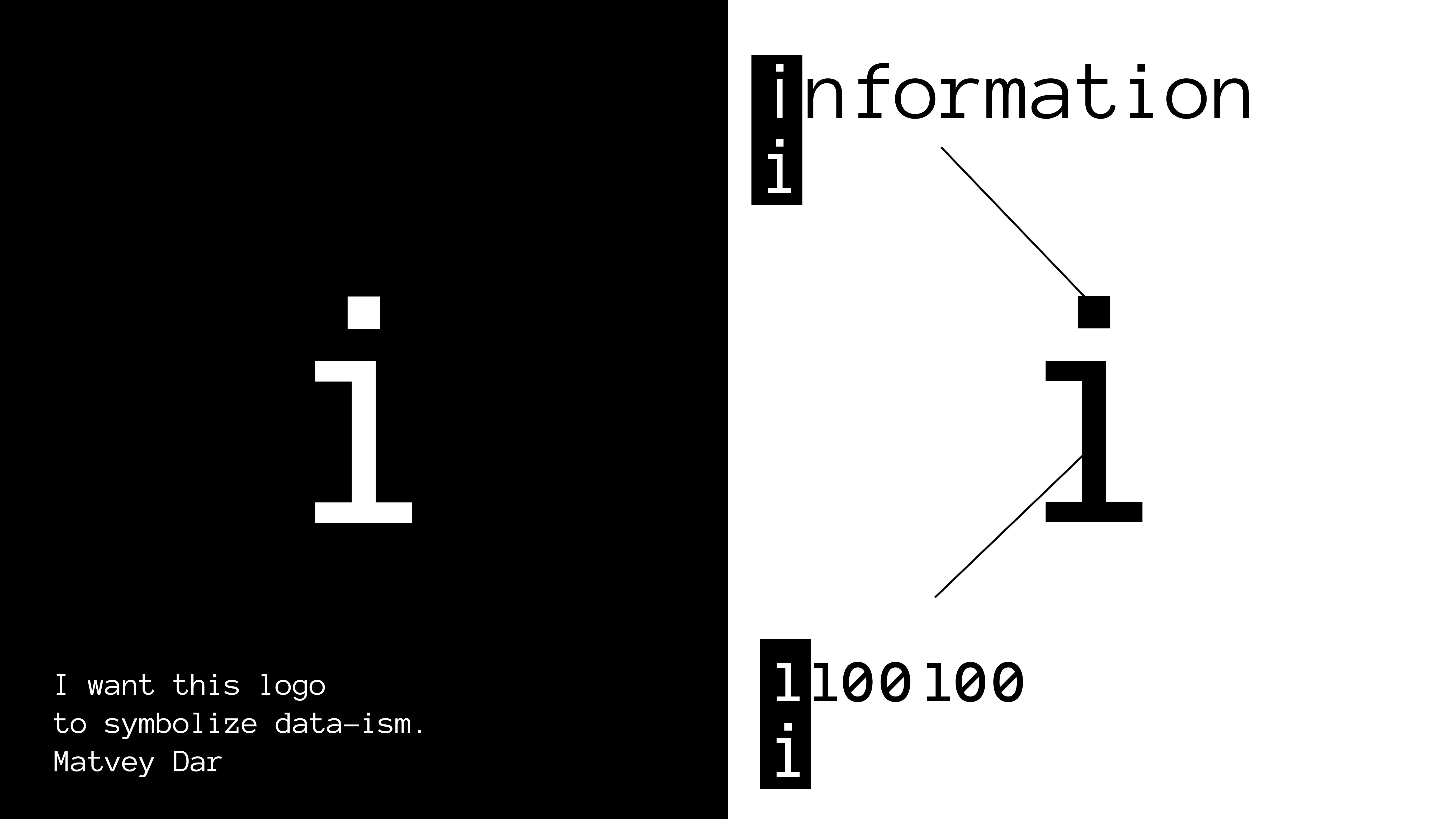

داده‌باوری اصطلاحی است که برای توصیف طرز فکر یا فلسفهای به کار می‌رود که پس از پدیدار شدن اهمیت کلان‌داده‌ها، بوجود آمد. این واژه اولین بار توسط دیوید بروکس در نیویورک تایمز در سال ۲۰۱۳ استفاده شد. اخیراً یووال نوح هراری، دانشمند علوم اجتماعی، به داده‌باوری به دید یک ایدئولوژی نوظهور و حتی یک شکل تازه از دین نگاه کرد که در آن «جریان اطلاعات» همان «خیر مطلق» است. داده‌باوری نوعی آرمان‌شهر ترابشری است.

## تاریخچه
دیوید بروکس در فوریه ۲۰۱۳ در نیویورک تایمز نوشت: «اگر از من بخواهند فلسفه رو به رشد روز را توصیف کنم، من آن را داده گرایی می‌نامم.» بروکس اظهار داشت که در دنیایی که پیچیدگی آن در حال افزایش است، اتکا به داده‌ها می‌تواند تعصبات شناختی را کاهش دهد و «الگوهای رفتاری را که ما هنوز متوجه‌شان نشده‌ایم، روشن سازد.»
در سال ۲۰۱۵، استیو لور در کتاب «Data-ism» به بررسی چگونگی تحول جامعه توسط کلان‌داده‌ها پرداخت و از اصطلاح «داده‌باوری» برای توصیف انقلابی که کلان‌داده‌ها ایجاد کرده‌اند، استفاده کرد.
یووال نوح هراری در کتاب خود انسان خداگونه: تاریخ مختصر آینده که در سال ۲۰۱۶ منتشر شد، استدلال می‌کند که همه ساختارهای سیاسی یا اجتماعی رقیب را می‌توان به عنوان سیستمهای پردازش داده دید: «داده‌باوری می‌گوید جهان متشکل از اطلاعات در گردش است و ارزش هر پدیده یا موجودی براساس سهم آن در پردازش اطلاعات تعیین می‌شود.» و «می‌توان نوع بشر را یکسر به نظام واحد پردازش اطلاعات تعبیر کرد که تک‌تک افراد در حکم تروشه‌های آن هستند.» به گفته هراری، یک داده‌باور باید «از طریق پیوند هرچه بیشتر با وسایل و رسانه‌های ناقل داده و اطلاعات و نیز تولید و مصرف هر چه بیشتر اطلاعات، گردش اطلاعات را به حداکثر برساند.» هراری پیش‌بینی می‌کند که نتیجه‌گیری منطقی این فرایند این است که در نهایت انسان به الگوریتم‌ها این اختیار را می‌دهد تا در مهمترین تصمیمات زندگی او دخالت کنند، مانند اینکه باید با چه کسی ازدواج کند و کدام حرفه را دنبال کند. هراری استدلال می‌کند که هارون سوارتس را می‌توان «اولین جان‌باختهٔ راه داده‌باوری» خواند.

## نقد
دانیل میسلر، تحلیلگر امنیت، با اظهارنظر دربارهٔ توصیف هراری از داده‌باوری، معتقد است که داده‌باوری آن طور که هراری ادعا می‌کند، چالشی برای ایدئولوژی اومانیسم لیبرال نیست، زیرا انسان‌ها به‌طور همزمان قادر خواهند بود به اهمیت خود و داده‌ها اعتقاد داشته باشند.
خود هراری نیز انتقاداتی را مطرح می‌کند، از جمله مسئله آگاهی، که بعید به نظر می‌رسد داده‌باوری آن را روشن کند. به گفته وی، انسان همچنین ممکن است دریابد که ارگانیسم‌ها الگوریتم نیستند. داده‌باوری می‌گوید برای اینکه سیستم فراگیر اطلاعات پدید بیاید، کلیه داده‌ها باید عمومی باشند، حتی داده‌های شخصی افراد؛ چیزی که امروز در مقابلش مقاومت وجود دارد.
تحلیلگران دیگری همچون تری اورتلیب داده‌باوری را تهدیدی ناخوشایند برای بشریت می‌دانند.
رسوایی داده‌های کمبریج آنالیتیکا نشان داد که چگونه رهبران سیاسی داده‌های کاربران فیسبوک را برای ساخت پروفایل‌های روانشناختی خاص استفاده می‌کنند تا شبکه را دستکاری کنند. تیمی از تحلیلگران داده، فناوری هوش مصنوعی کمبریج آنالیتیکا بر داده‌های فیس بوک را بررسی کردند و به این قوانین دست یافتند: با ۱۰ لایک، دستگاه قادر می‌شود شخصی را مانند همکارش بشناسد، با ۷۰ لایک مانند یک دوست، با ۱۵۰ لایک مانند پدر و مادر و با ۳۰۰ لایک مانند همسر یا معشوق او، و با داده‌های بیشتر، ممکن است که مردم را بهتر از آنچه خودشان می‌شناسند، بشناسند.